# Modèle de boues activées
 (octobre 2024).
Si vous disposez d'ouvrages ou d'articles de référence ou si vous connaissez des sites web de qualité traitant du thème abordé ici, merci de compléter l'article en donnant les références utiles à sa vérifiabilité et en les liant à la section « Notes et références ».
 (octobre 2024).
La mise en forme du texte ne suit pas les recommandations de Wikipédia : il faut le « wikifier ».
Les points d'amélioration suivants sont les cas les plus fréquents. Le détail des points à revoir est peut-être précisé sur la page de discussion.
- Les titres sont pré-formatés par le logiciel. Ils ne sont ni en capitales, ni en gras.
- Le texte ne doit pas être écrit en capitales (les noms de famille non plus), ni en gras, ni en italique, ni en « petit »…
- Le gras n'est utilisé que pour surligner le titre de l'article dans l'introduction, une seule fois.
- L'italique est rarement utilisé : mots en langue étrangère, titres d'œuvres, noms de bateaux, etc.
- Les citations ne sont pas en italique mais en corps de texte normal. Elles sont entourées par des guillemets français : « et ».
- Les listes à puces sont à éviter, des paragraphes rédigés étant largement préférés. Les tableaux sont à réserver à la présentation de données structurées (résultats, etc.).
- Les appels de note de bas de page (petits chiffres en exposant, introduits par l'outil «  Source ») sont à placer entre la fin de phrase et le point final[comme ça].
- Les liens internes (vers d'autres articles de Wikipédia) sont à choisir avec parcimonie. Créez des liens vers des articles approfondissant le sujet. Les termes génériques sans rapport avec le sujet sont à éviter, ainsi que les répétitions de liens vers un même terme.
- Les liens externes sont à placer uniquement dans une section « Liens externes », à la fin de l'article. Ces liens sont à choisir avec parcimonie suivant les règles définies. Si un lien sert de source à l'article, son insertion dans le texte est à faire par les notes de bas de page.
- La présentation des références doit suivre les conventions bibliographiques. Il est recommandé d'utiliser les modèles {{Ouvrage}}, {{Chapitre}}, {{Article}}, {{Lien web}} et/ou {{Bibliographie}}. Le mode d'édition visuel peut mettre en forme automatiquement les références.
- Insérer une infobox (cadre d'informations à droite) n'est pas obligatoire pour parachever la mise en page.

Pour une aide détaillée, merci de consulter Aide:Wikification.
Si vous pensez que ces points ont été résolus, vous pouvez retirer ce bandeau et améliorer la mise en forme d'un autre article.
 (octobre 2024).

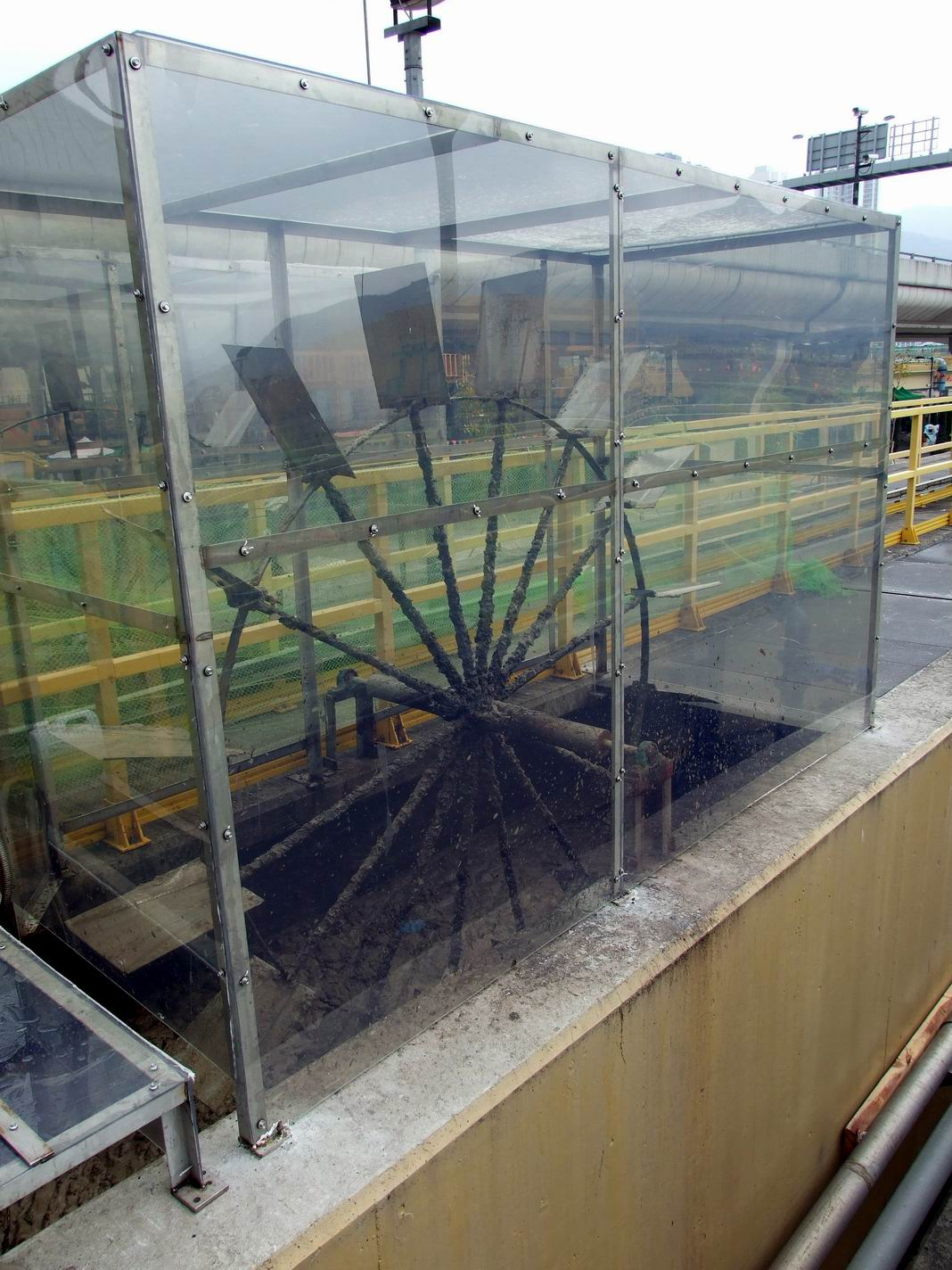
Boues activées au fond du réservoir de sédimentation

Le modèle de boues activées est un nom générique pour un groupe de méthodes mathématiques permettant de modéliser les systèmes de boues activées . La recherche est coordonnée par un groupe de travail de l’Association internationale de l’eau (IWA). Les modèles de boues activées sont utilisés pour étudier les processus biologiques dans des systèmes hypothétiques. Ils peuvent également être appliqués à des stations d’épuration des eaux usées à grande échelle à des fins d’optimisation.
Vers 1983, un groupe de travail de l’Association internationale sur la qualité de l’eau (une des associations qui ont formé l’IWA) a été créé. Ils ont commencé à développer des modèles mathématiques pour modéliser les boues activées destinées à l'élimination de l'azote,. L’un des principaux objectifs était de développer un modèle aussi simple et complexe que possible, tout en étant capable de prédire avec précision les processus biologiques. Après quatre ans, le premier modèle IAWQ, nommé ASM1, était prêt et intégrait un modèle de base prenant en compte la demande chimique en oxygène (DCO), la croissance bactérienne et la dégradation de la biomasse.
Un modèle de boues activées se compose de :
- variables d'état : elles incluent les différentes fractions de DCO, la biomasse et les différents types de nutriments, à la fois organiques et inorganiques
- une description des processus dynamiques : répertorie les différents processus biologiques modélisés, ainsi que leurs formules
- paramètres : variables qui décrivent les circonstances du système biologique, telles que le taux de croissance et de décroissance, le coefficient de demi-saturation pour l'hydrolyse, etc.

## Histoire
Avant le début des travaux sur l'ASM1 en 1983, il y avait déjà une quinzaine d'années d'expérience dans la modélisation des boues activées. Chaque groupe de recherche avait créé son propre cadre de modèle, incompatible avec tous les autres. L'ASM1 a donc catalysé la recherche et a eu un impact majeur sur la modélisation des boues activées.
ASM1 a servi de base à de nombreuses extensions. Ces extensions incluent par exemple une meilleure prédiction de l’élimination de l’azote et du phosphore. Les modèles étendus largement utilisés incluent ASM2, ASM2d et ASM3P. Au moment de la publication du modèle ASM1, l’élimination biologique du phosphore était déjà utilisée, même si ce processus n’était pas encore complètement compris à cette époque. Des connaissances de base sur les bactéries éliminant le phosphore ont été incluses dans le modèle ASM1 et les paramètres ont été ajustés en conséquence. Ainsi, après 8 ans, le modèle ASM2 a été publié en 1995, incluant l'élimination biologique et chimique du phosphore . À mesure que les connaissances scientifiques se sont améliorées à la fin des années 1990, l’ASM2 a été étendu à l’ASM2d, principalement par l’ajout de l’absorption anoxique et aérobie du phosphore.

## Disponibilité
Les modèles de boues activées de l'IWA sont couramment utilisés dans les programmes existants. Les plus utilisés sont Biowin, GPS-X, WEST, STOAT, SIMBA#, SUMO et ASIM . Il existe également des implémentations Matlab, du code Fortran dans le rapport d'analyse comparative COST 682 et du code Modelica dans la bibliothèque Modelica WasteWater.